# William Vacchiano
William Vacchiano (* 23. Mai 1912 in Portland, Maine; † 19. September 2005 in New York City) war ein US-amerikanischer Trompeter und Hochschullehrer.

## Musikalische Laufbahn
Die Entscheidung, Trompete zu erlernen, soll auf einem Missverständnis beruhen: Der zu Hause Italienisch sprechende Vater schlug vor, der Junge solle auf einer „Clarinetto“ anfangen, William verstand wohl „Cornetto“, der Musiklehrer Senor De Nobili suchte ihm daraufhin ein passendes Instrument aus dem Fundus der Musikschule heraus. Der Vater ärgerte sich, als der Sohn mit dem „falschen“ Teil nach Hause kam; der Kommentar der Mutter dazu soll gelautet haben: „Was macht das schon? Er soll ja kein Professor werden.“
Während seiner Zeit an der High School spielte er im Alter von 14 Jahren im Portland Municipal Symphony Orchestra und war inoffizielles Mitglied der 242nd Coast Artillery Band.
Ab 1931 studierte er bei Max Schlossberg am New Yorker Institute of Musical Art (später Juilliard School). Im Jahre 1935 bewarb er sich gleichzeitig als Trompeter beim Metropolitan Opera Orchestra und den New York Philharmonic. Er bestand am gleichen Tage beide Vorspiele und erhielt jeweils einen Vertrag. Der Manager des Metropolitan, Simone Mantia, riet ihm, zu den unter der Leitung von Arturo Toscanini stehenden New Yorker Philharmonikern zu gehen, da dies die bessere Stelle sei.
Vacchiano befolgte diesen Rat. Nach sieben Jahren als zweiter Trompeter übernahm er die Stelle des ersten Trompeters und behielt sie 31 Jahre lang. 
Er spielte unter weltbekannten Dirigenten wie Leonard Bernstein, Dmitri Mitropoulos, Leopold Stokowski, Igor Stravinsky, George Szell und Bruno Walter. 
Seine herausragende Technik sollte wegweisend für die Entwicklung einer modernen Spielweise der Trompeter im 20. Jahrhundert werden.

## Lehrtätigkeit
William Vacchiano war Professor an der Juilliard School 1935 bis 2002, an der Manhattan School of Music 1935 bis 2002 (andere Quellen:1937 bis 1999) und am Mannes College of Music 1937 bis 1983.
Im Jahr 1995 zog er Bilanz und schätzte, dass mehr als 2000 Musiker durch ihn ausgebildet wurden, die in nahezu allen größeren amerikanischen Orchestern und Opernhäusern ihren Dienst ausübten oder noch aktiv sind.
Einige seiner bekanntesten Schüler sind Joseph Alessi, Sr., Miles Davis, Wynton Marsalis, Ronald Romm, Philip Smith und Gerard Schwarz. 
Vacchiano brachte eine Serie von Mundstücken nach eigenem Design und gab methodische Lehrbücher heraus.